# Henryk II (margrabia Marchii Północnej)
Henryk II (ur. ok. 1102, zm. 4 grudnia 1128) – margrabia Marchii Północnej od 1114.

## Życiorys
Henryk był jedynym synem margrabiego Marchii Północnej Lotara Udona III oraz Irmgardy z Plötzkau. W chwili śmierci był małoletni, w związku z czym rządy w Marchii Północnej objął jego stryj, młodszy brat ojca Rudolf I. Henryk rządy w Marchii objął w 1114. Kontynuował starania Rudolfa w celu odzyskania hrabstwa Stade, jednak bezskutecznie (w toku zmagań pojmał swego konkurenta Fryderyka, jednak pod naciskiem cesarza Henryka V Salickiego musiał go uwolnić).
Jego żoną została Adelajda, córka Ottona Bogatego z Ballenstedt i zarazem siostrę Albrechta Niedźwiedzia. Zmarł bezpotomnie w 1128, podczas powrotu z oblężenia Spiry u boku Lotara z Supplinburga. Jego następcą został jego brat stryjeczny, syn Rudolfa I, Lotar Udo IV.